# Doppelartikulation
Als Doppelartikulation wird in der Phonetik eine Form der komplexen Artikulation bezeichnet, bei der ein Laut zugleich an verschiedenen Artikulationsorten erzeugt wird. Im Unterschied zur Sekundärartikulation ist jedoch die Artikulationsart an beiden Orten die gleiche.
Typographisch wiedergegeben wird die Doppelartikulation entsprechend dem Internationalen Phonetischen Alphabet durch den (übergesetzten) Ligaturbogen (◌͡◌ Unicode COMBINING DOUBLE INVERTED BREVE U+0361). Bei Oberlänge der verbundenen Zeichen kann auch der untergesetzte Ligaturbogen (◌͜◌ COMBINING DOUBLE BREVE BELOW U+035C) verwendet werden, dieser kann allerdings leicht mit dem zum Kennzeichnen der Liaison verwendeten Liaisonbogen (◌‿◌ Unicode UNDERTIE U+203F) verwechselt werden. Beide Zeichen haben zudem im IPA-Alphabet die gleiche Nummer 509.

## Formen doppelter Artikulation
- Doppelte Plosivartikulation
  - labial-velar
Bassa: [k͡pá] „Knochen“ [g͡bà] „nein“
Idoma: [ak͡pa] „Brücke“ [ag͡pa] „Unterkiefer“
Urhobo: [ak͡pɒ] „Erde“ [og͡ba] „Zaun“
Yoruba: [k͡pe] „rufen“ [g͡be] „tragen“
  - labial-koronal
Yélî Dnye: [at͡pənə] „meine Lunge“ [aʈ͡pənə] „mein Aal“ [ak͡pɛnɛ] „mein Sack“
- Doppelte Nasalartikulation
  - labial-velar
Bassa: [ŋ͡ma] „Gesetz“
- Doppelte Frikativartikulationen
  - labial-alveolar
Shona: [ɸ͡soɸ͡sé] „Zuckerente“ [β͡zose] „alles“
  - labial-velar
    - Stimmloser labiovelarer Frikativ [⁠ʍ⁠]
Bassa: [ʍa] „Hand“
Englisch: [ʍaɪ̯n] whine „wimmern“ (ʍ mit Schreibung wh wird nur noch im schottischen und irischen Englisch gegenüber dem normalen [⁠w⁠] differenziert artikuliert)

Urhobo: [ox͡ɸʷo] „Person“ [oɣ͡βʷo] „Suppe“
  - postalveolar-velar
Schwedisch: [ɧɔk] sjock „Schock“ ([⁠ɧ⁠] entspricht der Doppelartikulation von [⁠ʃ⁠] und [⁠x⁠])
  - uvular-pharyngal
Abchasisch: [a'χ͡ħə] „Kopf“
- Doppelte Approximantenartikulation
  - labial-velar
    - Stimmhafter labiovelarer Approximant [⁠w⁠]
Bassa: [wɛ̀] „bersten“ [w̝ɛ̀] „Pavian“
Englisch: ['weɪɫz] Wales